# Загребські солісти
Загребські солісти (Zagrebački solisti) — хорватський камерний оркестр заснований 1953 року при Загребській телерадіокомпанії. Перший концерт дав 5 січня 1954. Першим диригентом оркестру був італієць Антоніо Янігро (Antonio Janigro).
Оркестр має в своєму активі більш 60 записів і та безліч нагород, в тому числі медалі ЮНЕСКО, медаль П. Казальса і нагороди Плауен.